# Cold Spring (Kentucky)
Cold Spring é uma cidade localizada no estado americano de Kentucky, no Condado de Campbell.

## Demografia
Segundo o censo americano de 2000, a sua população era de 3806 habitantes.
Em 2006, foi estimada uma população de 5480, um aumento de 1674 (44.0%).

## Geografia
De acordo com o United States Census Bureau tem uma área de
12,3 km², dos quais 12,3 km² cobertos por terra e 0,0 km² cobertos por água.

## Localidades na vizinhança
O diagrama seguinte representa as localidades num raio de 8 km ao redor de Cold Spring.